# Río Licauquén
El Río Licauquén es un riachuelo que discurre al sur de Lebu y al oeste de Cañete, en la región chilena del Biobío. Se extiende desde los altos frondosos de la provincia de Arauco hacia la costa del Océano Pacífico. Se une con el río Pilmaiquén para correr a lo largo de algunos kilómetros al sudoeste hasta terminar en la costa en 37° 50' Lat. al sur de Punta Molguilla.

## Historia
Luis Risopatrón lo describe en su Diccionario Jeográfico de Chile de 1924:: 477 
Licauquen (Rio) 37° 50' 73° 29'. Nace en las vecindades de la villa de Los Alamos, corre hácia el SW i se vácia en la ribera del mar, a unos 10 kilómetros hácia el SE de la punta de Morguilla. 62, I, p. 109; i 156; i riachuelo en 155, p. 367; Licanquén error tipográfico en 62, I, p. 113; i Neutas en 21, IV, pl. XII de Juan i Ulloa (1744)?